# Мещеряков, Александр Иванович
Алекса́ндр Ива́нович Мещеряко́в (16 декабря 1923, деревня Гуменки, Рязанская губерния — 30 октября 1974, Москва) — советский психолог и дефектолог.

## Биография
- Родился 16 декабря 1923 года в деревне Гуменки Скопинского района, ныне в Рязанской области в многодетной крестьянской семье.
- Летом 1941 года ушёл на фронт.[1]
- В октябре 1943 года тяжело ранен и после длительного лечения демобилизован.
- В 1944 году поступил в нефтяной институт им. Губкина, где проучился почти год.
- В 1945 году поступил на отделение психологии философского факультета МГУ.
- В 1950 году поступил в аспирантуру к А. Р. Лурии, сначала в Институт психологии АПН СССР, затем в институт дефектологии АПН СССР.
- В 1953 году защитил кандидатскую диссертацию «Нарушения взаимодействия двух сигнальных систем в формировании простых реакций при локальных поражениях головного мозга».
- С 1955 года работал старшим научным сотрудником НИИ дефектологии.
- В 1960 году организовал лабораторию изучения и воспитания слепоглухих детей в НИИ дефектологии АПН СССР.
- В 1963 году А. И. Мещеряков стал создателем специального учебного учреждения для слепоглухих детей в г. Загорске (ныне Сергиев Посад).
- В 1968 году у Александра Ивановича случился первый инфаркт.
- В 1971 году защитил докторскую диссертацию «Слепоглухие дети (психическое развитие в процессе воспитания)».
- В 1974 году умер от острой сердечной недостаточности.
- В 1981 году А. И. Мещерякову и И. А. Соколянскому посмертно была присуждена Государственная премия СССР за создание научной системы обучения слепоглухих детей.

Близкий друг Ильенкова.

## Эксперимент
А. И. Мещеряков заведовал организованной им лабораторией в течение тринадцати лет, пока не умер. В феврале 1971 года была организована экспериментальная группа из четырёх слепоглухонемых, все члены которой получили высшее образование в Москве на факультете психологии МГУ. Это были:
- Суворов Александр Васильевич, 17 лет;
- Лернер Юрий Михайлович, 25 лет;
- Сироткин Сергей Алексеевич, 22 года;
- Корнеева Наталья Николаевна, 21 год.

Этих молодых людей объединяли многолетний успешный опыт обучения в лаборатории, хорошие отношения с Мещеряковым и способность говорить достаточно понятно для других людей. Правительство позволило выделить им места вне конкурса, но с прохождением вступительных экзаменов.

## Основные работы
- Слепоглухонемые дети. Развитие психики в процессе формирования поведения